# Syd Nathan
Sydney "Syd" Nathan (27 de abril de 1904 – 5 de março de 1968) foi um executivo da indústria da música americano que fundou a gravadora  King Records, uma importante gravadora independente, em 1943.
Nathan contribui com o desenvolvimento da música música country, do rhythm and blues e do rock and roll e é creditado como descobridor de muitos proeminentes músicos, mais notadamente James Brown, cujo primeiro single, "Please, Please, Please", foi lançado pela Federal Records, uma subsidiária da King, em 1956. Nathan foi descrito como "uma das verdadeiras figuras excêntricas da indústria da música ... [que] administrava sua gravadora como um ditador ... [e] constantemente gritava e intimidava seus artistas e empregados". Foi postumamente induzido ao Rock and Roll Hall of Fame, em 1997.

## Biografia

### Primeiros anos
Nathan nasceu em uma famíliajudia em Cincinnati, Ohio. Deixou a escola no nono ano, sofrendo da visão e de asma. Tocou como baterista em clubes e ainda na juventude teve uma série de trabalhos como negociador de imóveis, parque de diversões, loja de penhores e joalherias. Em meados dos anos 1930, com sua irmã e o marido dela, abriu um loja de rádios e fonógrafos, antes de se mudar para a Flórida junto ao seu irmão e abrir uma loja de revelação fotográfica.
Se mudou novamente para Cincinnati no começo dos anos 1940 e abriu um loja de discos, a Syd's Record Shop, inicialmente vendendo discos usados de jukeboxes. Em 1943 ele inaugurou a King Records; após falhar inicialmente, ele a  refinanciou com o apoio de membros da família. O selo foi originalmente concebido para produzir discos de hillbilly, mas Nathan diversificou quando descobriu a demanda de adolescentes afro-americanos para o que era chamado na época de race records. Os primeiros discos foram prensados em  Louisville, Kentucky, mas devido sua baixa qualidade Nathan estabeleceu sua própria planta de gravação em 1944 nas instalações da 1540 Brewster Avenue em Cincinnati, a casa da King Records pelos próximos 25 anos. Também construiu um estúdio de gravação ao lado e fez seus contratos de distribuição para a região Centro-Oeste dos Estados Unidos em vez de depender de empresas nacionais.

Syd também formou a gravadora Queen para gravar artistas de R&B em 1945, mas foi logo absorvida pela King. Através dos anos, a King assimilou muitos outros selos, incluindo a DeLuxe, e formou diversas subsidiárias, tais como a Federal. Os olheiros da companhia descobriram muitas futuras estrelas da música. Os primeiros contratos assinado com a King ou suas subsidiárias incluíram  Bull Moose Jackson, Lucky Millinder, Tiny Bradshaw, Earl Bostic, Eddie "Cleanhead" Vinson, Wynonie Harris, os Dominoes, Little Willie John, Bill Doggett e Hank Ballard e os Midnighters, cuja canção "Work with Me, Annie" foi um dos maiores sucessos da gravadora. Nathan gravou com sucesso artistas de country, tais como Delmore Brothers, Stanley Brothers, Moon Mullican, Cowboy Copas e Grandpa Jones, e também cantores de  música gospel. Ele ativamente encorajava artistas brancos a gravar canções R&B e artistas negros a gravar canções country, não como uma tentativa de integração mas como um mode de maximizar sua receita. Nathan disse:
Nós vimos uma necessidade. Por que iríamos em todas estas cidades e vender apenas para hillbillies? Por que não vender um pouco enquanto estivéssemos lá? Então entramos nos negócios de raças.
 De acordo com sua citação no Rock and Roll Hall of Fame:
No processo de trabalhar com artistas negros de R&B e artistas brancos de música country, Nathan ajudou a efetuar uma polinização cruzada dos dois mundos, ajudando assim a estabelecer as bases para o híbrido musical conhecido como rock and roll.
Em 1956, o caça-talentos Ralph Bass assinou com James Brown pela King Records, onde Brown gravou "Please, Please, Please". Nathan, segundo relatos, comentou na época: "Esta e a pior merda que já ouvi na minha vida. É alguém balbuciando no disco dizendo apenas uma palavra ...". Entretanto, o disco foi um sucesso. Nathan e Brown tiveram um relacionamento volátil pelos próximos anos, mas posteriormente Brown afirmou sobre Nathan, "Eu estaria mentindo se dissesse que seria uma estrela mundial sem a ajuda de homens como o Sr. Nathan. Ele foi o primeiro com vontade de me dar uma chance." Brown continuou a gravar pela King, apesar de ocasionais ações judiciais entre os dois e a recusa inicial de custear o álbum ao vivo de Brown Live at the Apollo, gravado em 1962, e que atingiu o número 2 da parada US albums.
A King Records foi uma das primeiras companhias integradas racialmente nos Estados Unidos e "uma das poucas companhias de gravação a fazer um disco do começo ao fim, tudo sob um teto." Isso deu à empresa uma forte vantagem competitiva, pois se poderia gravar uma canção, prensar e distribuir em uma semana. Por volta dos anos 1960, se tornou a sexta maior gravadora dos EUA, e foi responsável por mais de 250 sucessos rock, pop, R&B e country. Entretanto, a influência da King caiu ainda nos anos 1960, após Nathan ser implicado no escândalo do chamado  jabá.
Além dos créditos recebidos com seu próprio nome, Nathan usava o pseudônimo Lois Mann para publicações musicais e direitos autorais no sentido de obter mais royalties, uma prática comum entre os donos das gravadoras. Syd Nathan, Sydney Nathan e Lois Mann são creditados como autores de 202 canções, incluindo "Annie Had a Baby", "I'll Sail My Ship Alone", "Signed Sealed and Delivered" e "Train Kept A-Rollin'".

### Morte
Nathan tinha um longo histórico de problemas de saúde, e problemas no coração começaram a emergir quando chegou aos 50 anos. Morreu com problemas no coração, complicados por uma pneumonia, em Miami, Flórida, em 1968 aos 63 anos de idade. Foi enterrado no Judah Touro Cemetery, em Cincinnati.

## Legado
Nathan postumamente induzido ao Rock and Roll Hall of Fame, em 1997 e ao Bluegrass Hall of Fame em 2007.
No filme biográfico de James Brown Get on Up, Nathan é interpretado pelo ator Fred Melamed.